# 3. marts
3. marts er dag 62 i året i den gregorianske kalender (dag 63 i skudår). Der er 303 dage tilbage af året.
Kunigundes dag. Kunigunde var enke efter den tysk-romerske kejser Henrik 2. der døde 1024). Hun beviste sin fromhed ved at gå på glødende jern.
Hinamatsuri i Japan. 

### Begivenheder
Født - Dødsfald
- 1575 - Den indiske Stormogul Akbar besejrer en Bengalsk hær i Slaget ved Tukaroi.
- 1845 - Florida optages som USA's 27. stat.
- 1878 - Bulgarien opnår uafhængighed af det Osmanniske Rige.
- 1915 - NACA, forgængeren til NASA, oprettes.
- 1918 - Brest-Litovsk-freden underskrives. Dermed stopper Ruslands engagement i 1. verdenskrig, og Finland, Polen samt de tre baltiske lande opnår uafhængighed.
- 1923 - Første nummer af Time Magazine udsendes
- 1924 - Den sidste kalif, Abd-ul-Medshid II, afsættes og det islamiske kalifat ophører.
- 1931 - The Star-Spangled Banner bliver USA's nationalsang.
- 1955 - Elvis Presley giver sin første tv-optræden.
- 1974 – Turkish Airlines Flight 981 styrter ned kort efter starten fra Paris-Orly Lufthavn. Alle 346 ombordværende omkommer i flyhistoriens indtil da værste flyulykke.
- 1975 - Den 13. kamp indføres på tipskuponen.
- 1980 - Ubåden USS Nautilus tages ud af drift.
- 1982 - Silkeborg Kunstmuseum blev indviet.
- 1991 - Politifolk banker Rodney King i Los Angeles, hvilket optages på en amatørfilm. Hændelsen sætter gang i raceuroligheder i byen.
- 2002 - Vælgerne i Schweiz siger ja til medlemskab af FN.
- 2002  - Den 55. Bodilprisuddeling finder sted i Imperial i København.
- 2005 - Et fragtskib rammer Storebæltsbroen, hvilket stopper al trafik i fem timer. Påsejlingen skyldes menneskelige fejl på såvel skibet som i overvågningssystemet.
- 2007 - Prinsesse Alexandra gifter sig med Martin Jørgensen (fotograf). Ved vielsen ophører hendes titel som prinsesse og erstattes af titlen som grevinde af Frederiksborg.

### Født
- 1845 - Georg Cantor, tysk matematiker (død 1918).
- 1847 - Alexander Graham Bell, skotsk opfinder (død 1922).
- 1869 - Edvard Søderberg, dansk forfatter og digter (død 1906).
- 1887 - Jan Petersen, norsk arkæolog og forfatter (død (1967).
- 1911 - Jean Harlow, amerikansk skuespiller (død 1937).
- 1914 - Asger Jorn, dansk maler (død 1973).
- 1918 - Arnold Newman, amerikansk fotograf (død 2006).
- 1918   - Arthur Kornberg, amerikansk biokemiker (død 2007).
- 1922 - Rudi Strittich, østrigsk fodboldtræner (død 2010).
- 1923 - Doc Watson, amerikansk guitarist og sanger (død 2012).
- 1924 - Tomiichi Murayama, japansk politiker.
- 1924 - Lys Assia, schweizisk sangerinde (død 2018).
- 1925 - Axel Schandorff, dansk guldsmed og tidligere cykelrytter (død 2016).
- 1930 - Ion Iliescu, rumænsk politiker og præsident.
- 1932 - Axel Juhl-Jørgensen, dansk civilingeniør og direktør.
- 1934 - Poul Martinsen, dansk tv-journalist.
- 1934   - Hanne Reintoft, dansk socialrådgiver (død 2020).
- 1948 - Leif Roden, dansk musiker og producer.
- 1951 - Bodil Bredsdorff, dansk forfatter.
- 1956 - Zbigniek Boniek, polsk fodboldspiller.
- 1961 - Bodil Jørgensen, dansk skuespillerinde.
- 1962 - Jackie Joyner-Kersee, amerikansk atlet.
- 1965 - Line Knutzon, dansk dramatiker.
- 1968 - Palle Strøm, dansk programdirektør på TV 2.
- 1971 - Helle Sjelle, dansk folketingspolitiker.
- 1977 - Ronan Keating, irsk sanger.
- 1982 - Jessica Biel, amerikansk skuespiller.
- 1990 - Celina Ree, dansk sanger

### Dødsfald
- 1706 - Johann Pachelbel, tysk organist og komponist (født 1653).
- 1707 - Aurangzeb, indisk stormogul (født 1618).
- 1808 - Johan Christian Fabricius, dansk zoolog og entomolog (født 1745).
- 1867 - J.L. Lund, dansk maler (født 1777).
- 1873 – Hartvig Caspar Christie, norsk mineralog og fysiker (født 1826).
- 1875 - Hans Heinrich Baumgarten, dansk iværksætter (født 1806).
- 1920 - Theodor Philipsen, dansk maler (født 1840).
- 1983 - Hergé, belgisk tegneserieskaber (født 1907).
- 1983   - Arthur Koestler, østrigsk forfatter (født 1905).
- 1987 - Danny Kaye, amerikansk skuespiller og entertainer (født 1911).
- 1996 - Marguerite Duras, fransk forfatter (født 1914).
- 1997 - Henning Rasmussen, dansk politiker og indenrigsminister (født 1926).
- 2001 - Gabriel Lisette, tchadisk politiker (født 1919).
- 2006 - Cleo, dansk sanger og skuespiller (født 1921).
- 2009 - Flemming Flindt, dansk balletdanser og koreograf (født 1936).
- 2010 - Michael Foot, engelsk politiker (født 1913).
- 2011 - Irena Kwiatkowska, polsk skuespillerinde (født 1912).
- 2018 - David Ogden Stiers, amerikansk skuespiller (født 1942).
- 2024 - Peter Iver Johannsen, dansk generalsekretær (født 1947)

|  | Denne datoartikel kan blive bedre, hvis der indsættes et (bedre) billede Du kan hjælpe ved at afsøge Wikimedia Commons for et passende billede eller uploade et godt billede til Wikimedia Commons iht. de tilladte licenser og indsætte det i artiklen. |